# WBGT (Wet-Bulb Globe Temperature)
WBGT (Wet-Bulb Globe Temperature) — комплексный индекс, который учитывает и радиационный и конвективный теплообмен, но также и влажность воздуха.
Показатель температуры WBGT был разработан в 1957 г. для оценки воздействия нагревающего микроклимата, чтобы предотвращать развитие заболеваний и несчастных случаев в лагерях для военной подготовки (в США). Он учитывает как температуру воздуха, так и его влажность — так как влажность оказывает сильное влияние на способность организма поддерживать безопасную температуру тела (основной способ охлаждения организма при перегреве — испарение пота; и при одинаковой температуре, но разной влажности, опасность для здоровья будет не одинаковой). Управление по охране труда (OSHA) в своём руководстве для инспекторов по охране труда, приводит ссылку для скачивания программы-калькулятора, позволяющей вычислить показатель температуры WBGT без использования специальных измерительных приборов — по метеоданным (температура и влажность воздуха), приводятся приближённые данные об интенсивности теплового солнечного излучения.
Первые попытки выработки единого индекса для характеристики среды ограничивались минимальными моделями теплообмена. Если ограничиться только конвективным и лучистым каналами теплообмена, в рамках некоторых дополнительных предположений получим ощущаемую температуру, близкую к температуре, измеряемой термометром внутри сферы Вернона.
Модель теплообмена можно улучшить, вводя в неё охлаждающий эффект испарения пота. Эффективность такого охлаждения зависит от влажности воздуха. Высокая влажность уменьшает испарении пота и, соответственно, эффективность охлаждения по этому каналу. Так как первые два канала характеризуются ощущаемой температурой, целесообразно и влажность воздуха учитывать с помощью соответствующей температуры. Индекс WBGT это температура (измеряется в ºС), определяемая как взвешенная сумма трех температур: воздуха, смоченного и шарового термометров. Веса с которыми эти температуры входят в результирующий индекс различны:
{\displaystyle WBGT=0,7*t_{w}+0,2*t_{g}+0,1*t_{\alpha }} (1)
Наиболее весом вклад температуры смоченного термометра, наименее весом вклад температуры воздуха. Температура смоченного термометра — наименее надежно определяемый параметр. Поэтому в формуле (1) для WBGT так же, как и в формуле ТНС-индекса (тепловая нагрузка среды), влажность воздуха предпочтительнее учитывать непосредственно, а не через температуру {\displaystyle t_{w}}. Это приводит к выражению:
{\displaystyle WBGT=0,8*t_{a}+0,2*t_{g}+t_{1}*Ln(RH)}, (2)
где {\displaystyle t_{1}} = 11,7 ºС
Сопоставление формул
{\displaystyle THC=0,7*t_{a}+0,3*t_{g}+t_{1}*Ln(RH)}
и
{\displaystyle WBGT=0,8*t_{a}+0,2*t_{g}+t_{1}*Ln(RH)}
показывает, что индексы ТНС и WBGT одинаково меняются с изменением метеопараметров среды и близки друг к другу количественно.